# Франк ван дер Стрейк
Франк ван дер Стрейк (нід. Frank van der Struijk, нар. 28 березня 1985, Бокстел) — нідерландський футболіст, що грав на позиції захисника.
Виступав, зокрема, за клуб «Віллем II», а також молодіжну збірну Нідерландів.

## Клубна кар'єра
Народився 28 березня 1985 року в місті Бокстель. Вихованець юнацьких команд футбольних клубів «Леннісхевел» та «Віллем II».
У дорослому футболі дебютував 2003 року виступами за команду «Віллем II», в якій провів п'ять сезонів, взявши участь у 109 матчах чемпіонату. Більшість часу, проведеного у складі «Віллема II», був основним гравцем захисту команди. У 2005 році він дійшов щ командою до фіналу кубка країни, де програв ПСВ (Ейндговен).
Влітку 2008 року ван дер Стрейк перейшов у «Вітесс». 29 серпня в поєдинку проти «Гронінгена» він дебютував за нову команду. 26 квітня 2009 року в матчі проти "Утрехта" Франк забив свій перший гол за "Вітес". У 2010 році він повернувся до «Віллема II» на правах оренди. 2012 року ван дер Стрейк продовжив контракт із «Вітессом». У серпні того ж року він отримав перелом плеснової кістки і залишився поза грою на кілька місяців. Після закінчення терміну угоду 2014 року клуб не став його продовжувати і Франк повернувся до «Віллема II», як вільний агент, де провів ще два сезони як основний гравець.
Завершив ігрову кар'єру у шотландській команді «Данді Юнайтед», за яку виступав протягом 2016—2017 років.

## Виступи за збірні
У червні 2005 року зі збірною до 20 років поїхав на домашній молодіжний чемпіонат світу, де взяв участь у чотирьох з п'яти іграх, а його команда програла Нігерії з рахунком 9:10 по пенальті в чвертьфіналі.
У 2007–2008 роках залучався до складу молодіжної збірної Нідерландів. У її складі брав участь у домашньому молодіжному чемпіонаті Європи 2007 року, на якому нідерландська молодіжка стала переможцем турніру.

## Статистика виступів

### Статистика клубних виступів
| Сезон                 | Команда               | Чемпіонат             | Чемпіонат | Чемпіонат | Усього | Усього |
| Сезон                 | Команда               | Чемпіонат             | Ігор      | Голів     | Ігор   | Голів  |
| --------------------- | --------------------- | --------------------- | --------- | --------- | ------ | ------ |
| 2003–04               | «Віллем II»           | Ередивізі             | 7         | 0         | 7      | 0      |
| 2004–05               | «Віллем II»           | Ередивізі             | 21        | 0         | 21     | 0      |
| 2005–06               | «Віллем II»           | Ередивізі             | 15        | 0         | 15     | 0      |
| 2006–07               | «Віллем II»           | Ередивізі             | 33        | 1         | 33     | 1      |
| 2007–08               | «Віллем II»           | Ередивізі             | 33        | 4         | 33     | 4      |
| Усього за «Віллем II» | Усього за «Віллем II» | Усього за «Віллем II» | 109       | 5         | 109    | 5      |
| 2008–09               | «Вітесс»              | Ередивізі             | 26        | 1         | 26     | 1      |
| 2009-січ. 2010        | «Вітесс»              | Ередивізі             | 16        | 0         | 16     | 0      |
| Усього за «Вітесс»    | Усього за «Вітесс»    | Усього за «Вітесс»    | 42        | 1         | 42     | 1      |
| січ.-черв. 2010       | «Віллем II»           | Ередивізі             | 11+4      | 0         | 11+4   | 0      |
| Усього за «Віллем II» | Усього за «Віллем II» | Усього за «Віллем II» | 11+4      | 0         | 11+4   | 0      |
| 2010–11               | «Вітесс»              | Ередивізі             | 25        | 0         | 25     | 0      |
| 2011–12               | «Вітесс»              | Ередивізі             | 21        | 0         | 21     | 0      |
| 2012–13               | «Вітесс»              | Ередивізі             | 12        | 0         | 12     | 0      |
| 2013–14               | «Вітесс»              | Ередивізі             | 14        | 0         | 14     | 0      |
| Усього за «Вітесс»    | Усього за «Вітесс»    | Усього за «Вітесс»    | 72        | 0         | 72     | 0      |
| 2014–15               | «Віллем II»           | Ередивізі             | 29        | 1         | 29     | 1      |
| 2015–16               | «Віллем II»           | Ередивізі             | 30        | 0         | 30     | 0      |
| Усього за «Віллем II» | Усього за «Віллем II» | Усього за «Віллем II» | 59        | 1         | 59     | 1      |
| 2016-17               | «Данді Юнайтед»       | Чемпіоншип            | 16        | 0         | 16     | 0      |
| Усього за кар'єру     | Усього за кар'єру     | Усього за кар'єру     | 296+4     | 7         | 296+4  | 7      |